# Ingeniería de polímeros
La ingeniería de polímeros es generalmente un campo de ingeniería que diseña, analiza y modifica materiales de polímeros. La ingeniería de polímeros abarca aspectos de la industria petroquímica, polimerización, estructura y caracterización de polímeros, propiedades de los polímeros, composición y procesamiento de polímeros y descripción de los principales polímeros, relaciones de propiedad de la estructura y aplicaciones. 

## Clasificación
La división básica de los polímeros en termoplásticos, elastómeros y termoestables ayuda a definir sus áreas de aplicación. 

### Termoplásticos
Los termoplásticos tienen módulos de tracción relativamente bajos, pero también tienen densidades y propiedades más bajas, como la transparencia, que los hacen ideales para productos de consumo y productos médicos.  Incluyen polietileno, polipropileno, nailon, resina de acetal, policarbonato y PET, todos los cuales son materiales ampliamente utilizados.

### Elastómeros
Los elastómeros son polímeros que tienen módulos muy bajos y muestran una extensión reversible cuando se filtran, una propiedad valiosa para la absorción de vibraciones y la amortiguación.  Pueden ser termoplásticos (en cuyo caso se conocen como elastómeros termoplásticos) o reticulados, como en la mayoría de los productos de caucho convencionales, como los neumáticos. Los cauchos típicos usados convencionalmente incluyen caucho natural, caucho de nitrilo, policloropreno, polibutadieno, caucho estireno-butadieno y cauchos fluorados. 

### Termoestables
Los plásticos termoestables incluyen resinas fenólicas, poliésteres y resinas epoxi, todas las cuales se utilizan ampliamente en materiales compuestos cuando se refuerzan con fibras rígidas como fibra de vidrio y aramidas. Dado que la reticulación estabiliza la matriz de polímero termoestable de estos materiales, tienen propiedades físicas más similares a los materiales de ingeniería tradicionales como el acero. Sin embargo, sus densidades mucho más bajas en comparación con los metales los hacen ideales para estructuras livianas. Además, sufren menos fatiga, por lo que son ideales para las piezas críticas para la seguridad que se estresan regularmente en el servicio.

## Aplicaciones

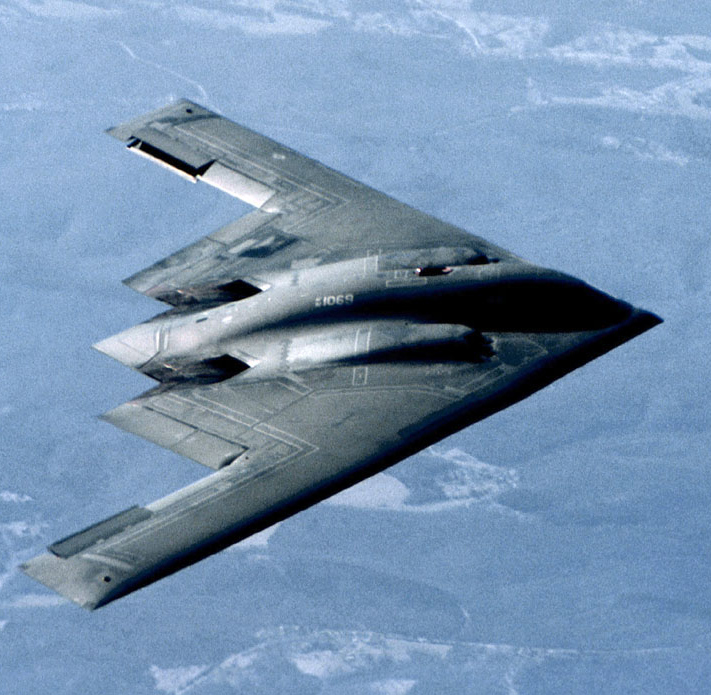
B-2 Spirit bombardero furtivo de la Fuerza Aérea de los Estados Unidos.

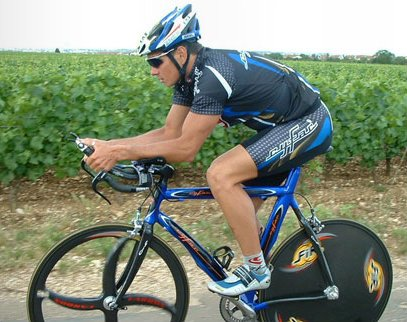
Una bicicleta compuesta de fibra de carbono con ruedas aerodinámicas y barras aerodinámicas.

Los usos típicos de los composites son estructuras monocasco para la industria aeroespacial y automóviles, así como productos más mundanos como cañas de pescar y bicicletas. El bombardero furtivo fue el primer avión completamente compuesto, pero muchos aviones de pasajeros como el Airbus y el Boeing 787 usan una proporción cada vez mayor de compuestos en sus fuselajes, como la espuma de melamina hidrófoba. Las propiedades físicas bastante diferentes de los compuestos les dan a los diseñadores una libertad mucho mayor para dar forma a las piezas, razón por la cual los productos compuestos a menudo se ven diferentes a los productos convencionales. Por otro lado, algunos productos como los ejes de transmisión, las palas del rotor del helicóptero y las hélices parecen idénticos a los precursores metálicos debido a las necesidades funcionales básicas de dichos componentes. 